# Benjamin Weiss
Benjamin Weiss (Nova Iorque, 1941) é um matemático israelense.
Weiss obteve um doutorado em 1965 na Universidade de Princeton, orientado por William Feller, com a tese Vibrating systems and positively preserving semi-groups. Foi até aposentar-se em 2009 professor da Universidade Hebraica de Jerusalém.
Foi pesquisador visitante na Universidade Yeshiva e na Universidade Stanford, na IBM e no Mathematical Sciences Research Institute (MSRI).
Weiss trabalha com sistemas dinâmicos, teoria ergódica e dinâmica simbólica e topológica.
Com Matthew Foreman trabalhou sobre sistemas dinâmicos em teoria dos conjuntos descritivas. Provém dele, L. W. Goodwyn e Roy Adler (com quem também tem diversas publicações conjuntas) o probelma de colorir estradas, que Avraham Trakhtman resolveu em 2007.
Foi palestrante convidado do Congresso Internacional de Matemáticos em Vancouver (1974: The structure of Bernoulli shifts).
Dentre seus doutorandos consta Elon Lindenstrauss.
É desde 2000 membro da Academia de Artes e Ciências dos Estados Unidos. É fellow da American Mathematical Society.

## Obras
- com Donald Samuel Ornstein, Daniel J. Rudolph, Equivalence of measure preserving transformations, American Mathematical Society 1982
- com Ornstein  Statistical properties of chaotic systems, Bulletin AMS, Volume 24, 1991, p. 1
- Single orbit dynamics, American Mathematical Society 2000